# This Ain't a Love Song (Bon Jovi)
This Ain't a Love Song is een hitsingle van de Amerikaanse rockband Bon Jovi uit 1995. Het nummer staat op het album These Days. De single bereikte de top-3 in de Nederlandse Top 40 en bleef 10 weken genoteerd staan in de hitlijst.